# Mets Isjchanasar
Mets Isjchanasar (Armeens: Մեծ Իշխանասար; Azerbeidzjaans: Böyük İşıqlı) is een berg en vulkaan in de Kaukasus op het plateau van Karabach op de grens van Armenië en Azerbeidzjan. De berg heeft een hoogte van 3552 meter boven zeeniveau.
In Armenië ligt de berg in de provincie Sjoenik en in Azerbeidzjan in het rayon Laçın.
Het Sevmeer ligt ten oosten van de top en is een kratermeer.